# إيفان بيلا
إيفان بيلا (بالإسبانية: Iván Bella)‏ (13 سبتمبر 1990 ببوينس آيرس في الأرجنتين - ) هو لاعب كرة قدم أرجنتيني في مركز الوسط. شارك مع منتخب الأرجنتين تحت 20 سنة لكرة القدم. أما مع النوادي، فقد لعب مع غودوي كروز وفيليز سارسفيلد ونادي بويبلا ونادي تشياباس ونادي لانوس.

## وصلات خارجية
- إيفان بيلا على موقع إي إس بي إن إف سي (الإنجليزية)
- إيفان بيلا على موقع قاعدة بيانات كرة القدم.إي يو (الإنجليزية)
- إيفان بيلا على موقع Soccerway.com (الإنجليزية)